# Suc de taronja

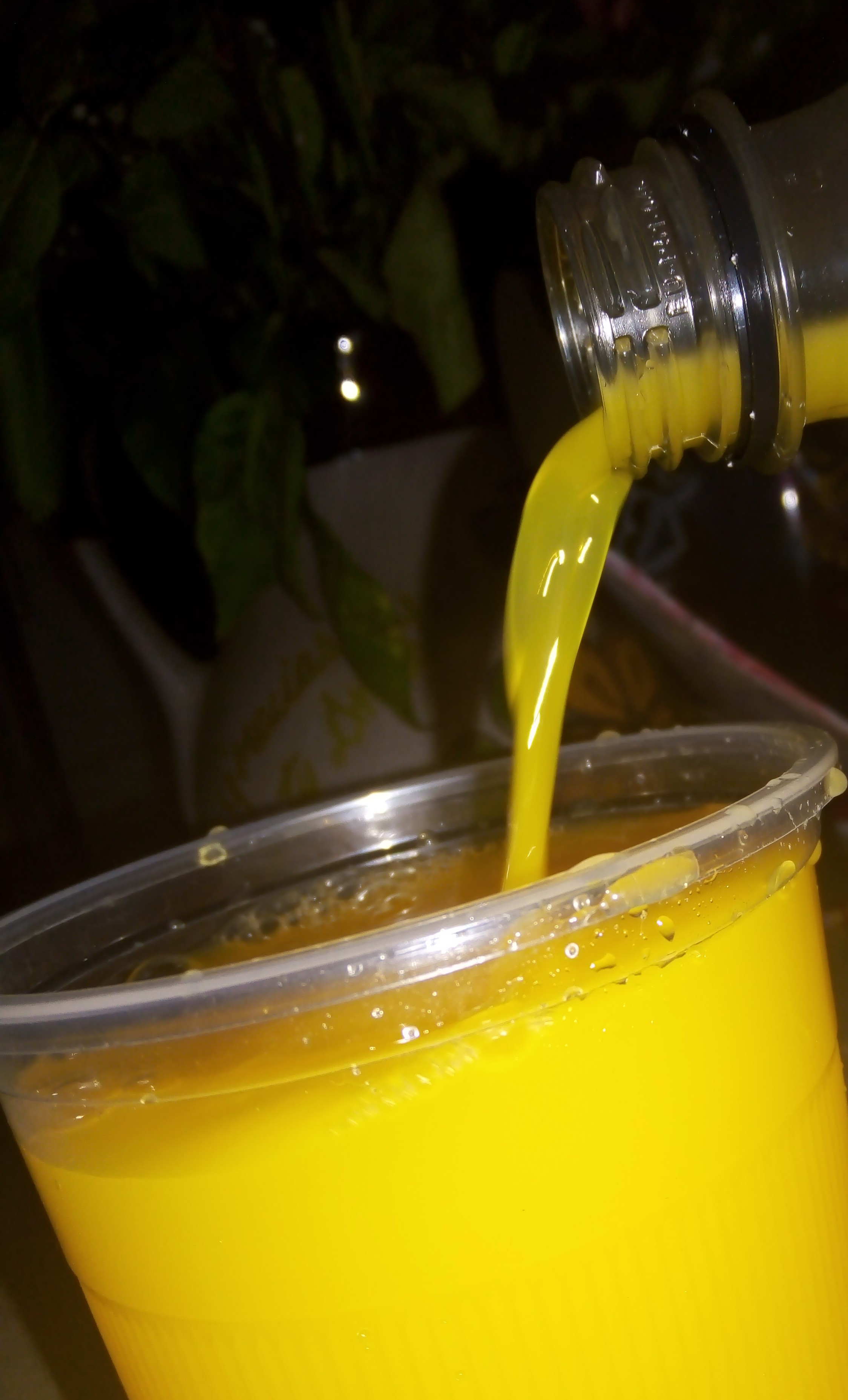
Suc de taronja industrial.

El suc de taronja és l'extret líquid de la fruita del taronger, produït en esprémer la taronja. Se'n fa de les diferents varietats, incloses la sanguina, la nàvel, la València, la clementina o la tangerina. A part de les diferents variants de taronja que es poden usar, també poden o no portar la polpa de la fruita.
S'obté suc de taronja comercial que aguanta molt temps en bon estat pasteuritzant-lo i traient-ne l'oxigen. Això en treu gran part del sabor, fent necessària el posterior afegiment agents de sabor, normalment fets a partir de productes derivats de la taronja. A més, alguns cops el suc es deixa assecar per posteriorment rehidratar el suc, o a partir de concentrats de suc, als quals posteriorment s'afegeix aigua.
Els valors nutricionals del suc de taronja són discutibles: té una alta concentració de vitamina C, però també una alta concentració de sucres simples, comparables amb els de la gasosa. Com a resultat d'això, alguns consells nutricionals per part de diferents administracions s'han limitat a animar a substituir-ne el seu consum pel de la fruita, ja que es digereix més lentament i en limitar-ne el consum diari.

## Història
Durant la Segona Guerra Mundial, els soldats estatunidencs rebutjaven les pastilles de llimona de vitamina C empaquetada pel seu sabor desagradable. Així doncs, el govern va buscar una alternativa que complís amb la necessitat nutricional dels soldats, que tingués un gust agradable i que evités malalties com l'escorbut. El govern federal i el Departament dels Cítrics de Florida van treballar amb un grup de científics per desenvolupar un producte superior al suc de taronja enllaunat disponible als anys 1940. El resultat va ser el suc de taronja concentrat congelat; malauradament, això no va arribar fins tres anys més tard que acabés la guerra.
A l'any 1949, les plantes de processament de suc de taronja a Florida produïen uns 40 milions de litres de suc de taronja concentrat. Als clients els agradava el suc de taronja enllaunat ja que era assequible, saborós i tenia un alt contingut de vitamina C. La preparació era simple: buidar el contingut del concentrat congelat en un volum mesurat d'aigua i barrejar. Tanmateix, als anys 1980, els científics van desenvolupar un suc de sabor més refrescant conegut com suc reconstituït preparat per ser servit. Finalment, als anys 1990, es va desenvolupar el suc "no de concentrat" (o NFC de l'anglès "not from concentrate"). Als Estats Units, el suc de taronja és un esmorzar habitual.
Atesa la importància de les taronges en l'economia de Florida, "el suc obtingut de les taronges medures de l'espècie Citrus sinensis i els seus híbrids" va ser adoptat com la beguda de Florida de 1967.

## Nutrició

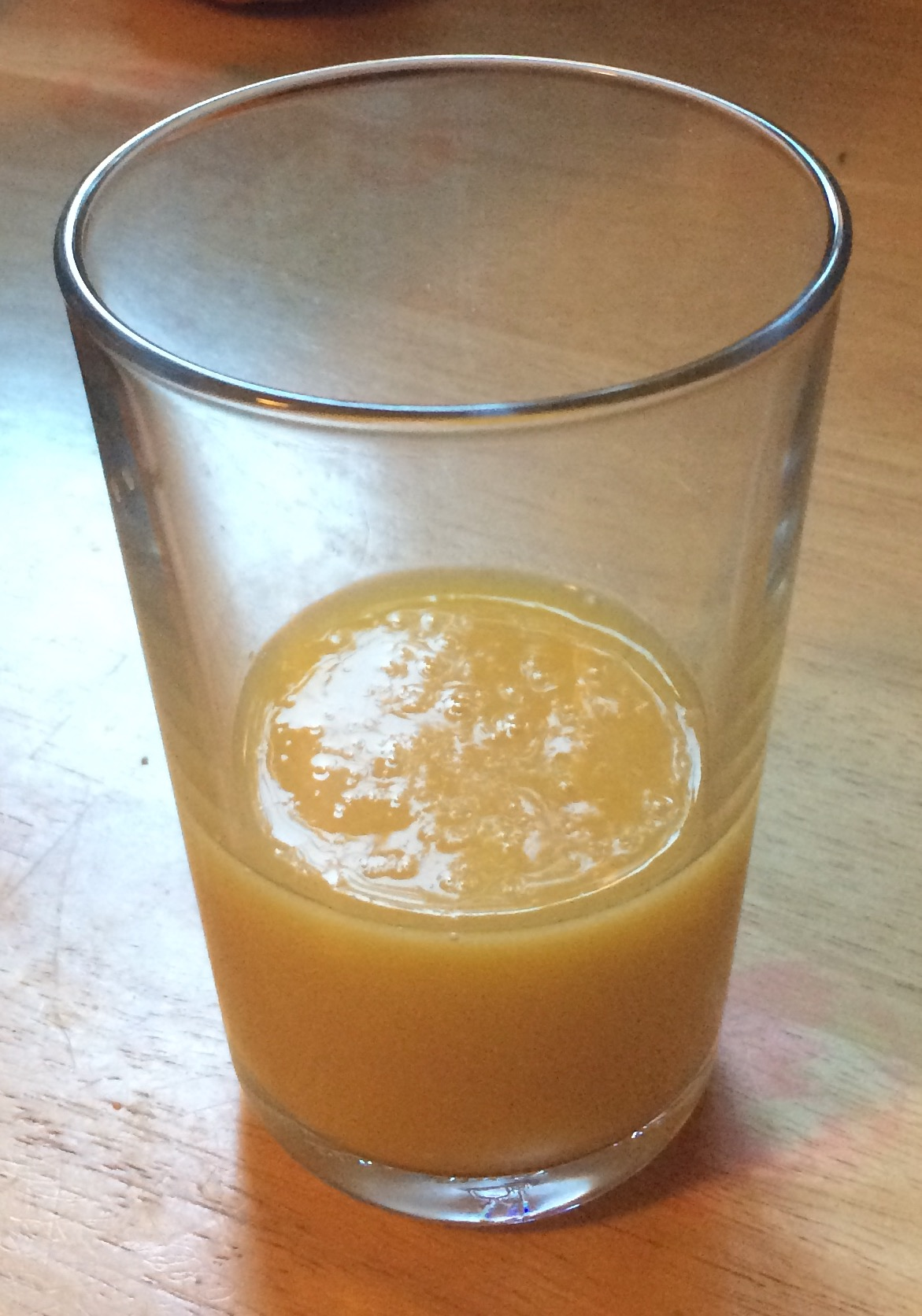
Un got de suc de taronja amb polpa.

Una tassa de suc de taronja recentment espremut, d'uns 248 grams té uns 124 mg de vitamina C (el >100% de la quantitat diària recomanada). Té 20.8 g de sucre, 112 Calories i gairebé 26 grams de carbohidrats. És també una font de potassi, tiamina i àcid fòlic.
Els sucs de cítrics contenen flavonoides (especialment en la polpa) que pot aportar beneficis en la salut. El suc de taronja és també una font d'hesperidina antioxidant. Degut al seu contingut d'àcid cítric, el suc de taronja és acídic, amb un pH típic d'al voltant de 3.5.

## Suc de taronja comercial i concentrat

### Suc de taronja comercial congelat
El suc de taronja espremut comercial és pasteuritzat i filtrat abans de ser evaporat al buit a partir de calor. Després de treure gran part de la seva aigua, és concentrat, amb una concentració en pes de sucre del 65%, i és emmagatzemat a uns -12 °C. Es poden reincorporar l'essència, la vitamina C i els olis que s'han extret durant el procés de concentració al buit per tal de restablir el seu sabor i les seves propietat nutricionals.
Quan se li afegeix aigua al suc de taronja concentrat recentment descongelat, es diu que se'l reconstitueix.
Es va desenvolupar el producte l'any 1948 al Centre de Recerca i Educació en Cítics de Florida. Des de llavors, s'ha emergit com una matèria tova. Des de finals dels anys 1950 i fins a mijans del 1980, el suc de taronja concentrat congelat va ser la partida principal del suc de taronja, però els sucs de taronja no fets a partir de concentrat van superar el congelat concentrat en quantitat en els anys 1980.

### Suc que no és de concentrat
El suc de taronja que és pasteuritzat i que després es ven als clients sense concentrar-lo és etiquetat com "no de concentrat". Igual que passa amb el suc de concentrat, la majoria dels processos dels sucs de taronja "no de concentrat" redueixen el sabor natural del suc. Els principals productors de "no de concentrat" utilitzen un procés de producció en què el suc és emmagatzemat asèpticament i l'oxigen n'és extret durant un màxim d'un any.
Treure l'oxigen també fa que s'extregui els components que li donen gust, així doncs els fabricants afegeixen sabors artificials en el pas final, que la revista Cooks Illustrated descriu com un pas que conté "additius d'alta enginyeria." Les fórmules dels sabors afegits varien segons la regió, ja que els consumidors de diferents parts del món tenen preferències diferents pel que fa a la dolços, la frescor i l'acidesa. Segons la indústria cítrica, la Administració d'Aliments i Fàrmacs no requereix que el contingut dels additius de sabor estigui detallat en els envasos.
Un component habitual dels additius de sabor és el butanoat d'etil, una aroma natural que s'associa a la frescor, i que s'extreu del suc en el procés de pasteurització. La revista Cooks Illustrated va enviar mostres de suc a laboratoris independents, i va descobrir que mentre que el suc recent espremut conté al voltant de 1.19 mil·ligrams de butanoat d'etil per litre, el suc que ha estat processat comercialment té nivells de fins a 8.53 mil·ligrams per litre.

### Suc de taronja de llauna
Una petita fracció del suc de taronja fresc s'enllauna. El suc de taronja de llauna conté la vitamina C molt millor que les ampolles de suc. El producte enllaunat perd sabor, no obstant això, quan s'emmagatzema a temperatura ambient durant més de 12 setmanes. En els primers anys d'existència del suc de taronja enllaunat, l'acidesa del suc feia que tingués un gust metàl·lic. Al 1931, el Dr. Philip Phillips va desenvolupar el procés de pasteurització llampec que eliminava aquest problema de forma significativa i que va augmentar el mercat del suc de taronja enllaunat.

### Suc recent espremut no pasteuritzat

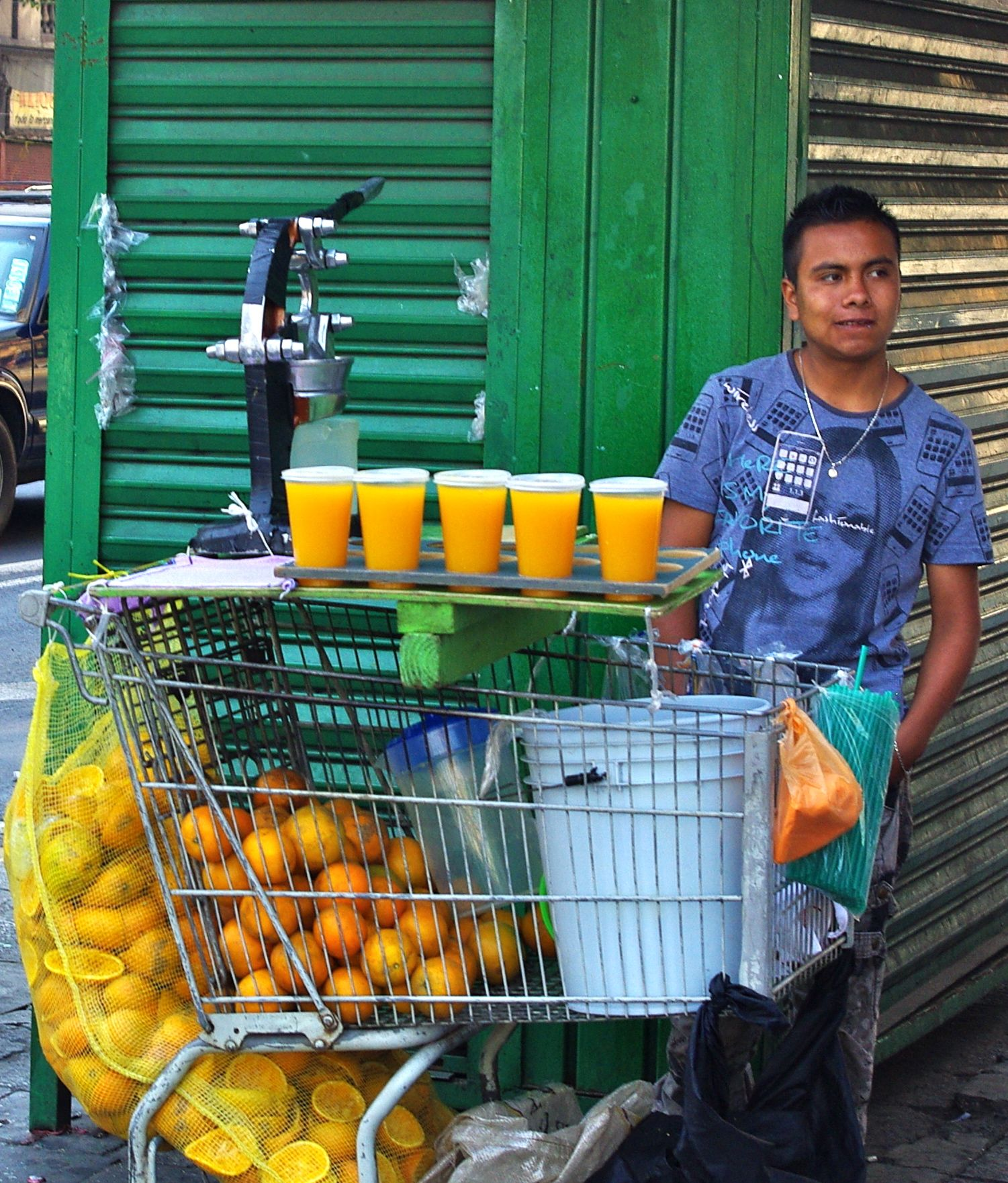
Venedor a la Ciutat de Mèxic amb el seu suc de taronja recent espremut, març de 2010

El suc de taronja no pasteuritzat recent espremut és el més similar que hi ha a consumir la taronja directamnt. Aquesta versió del suc consisteix a esprémer les taronjes i després embotellar-ne el suc sense afegir cap additiu ni cap sabor. El suc no és pasteuritzat. En funció de la temperatura d'emmagatzematge, el suc recent espremut no pasteurització pot estar entre 5 i 23 dies al prestatge sense perdre qualitats.

### Principals marques de suc de taronja
Als Estats Units, la principal marca de suc de taronja és Tropicana Products (propietat de PepsiCo), que té el control del 65% de la quota de mercat. L'empresa també té una forta presència en Llatinoamèrica, Europa i l'Àsia central. La seva competència inclou Minute Maid (propietat de The Coca-Cola Company) i Florida's Natural Growers (una cooperativa agrícola de Florida que es diferencia de la competència per ser propietat dels locals; Tropicana i Simply Orange es proveeixen tant localment com a través de la importació).
A Austràlia, Daily Juice (propietat de National Foods) és la principal marca de suc de taronja parcialment fresc, parcialment processat.
Al Regne Unit, les principals marques de suc de taronja són Fresh Del Monte Produce i Princes.
A Catalunya, les principals marques són Zumosol, Don Simón, Juver i Granini.

### Additius
Alguns productors afegeixen àcid cítric o àcid ascòrbic al suc més enllà del que és extret de les taronges. Alguns també hi afegeixen nutrients. Sovint, s'afegeix vitamina C per substituir la que es perd en el procés de pasteurització. També s'hi pot afegir calci addicional, així com vitamina D, que no es troba de forma natural en les taronges. Algunes vegades s'afegeixen àcids grassos omega 3, extrets d'olis de peixos, al suc. També es poden trobar varietats de suc de taronja baixes en àcids.
Els productors de suc de taronja concentrat congelat utilitzen evaporadors per extreure aigua del suc per tal de disminuir-ne el pes i disminuir així els costos de transport. Altres productors de suc generalment desglacen el suc per tal que es pugui vendre més tard en el mateix any.
Com que aquests processos treuen els component que donen al suc de taronja el sabor de recent esppremut, els productors posteriorment reafegeixen aquests components en una mescla exacta, coneguda com "pack de sabor", per tal de millorar-ne el gust i per assegurar el mateix sabor durant tot l'any. Els components dels packs de sabor provenen de la pell de la taronja. Els productors no mencionen l'addició de packs de sabor en les etiquetes dels sucs de taronja.

### Tipus de taronges

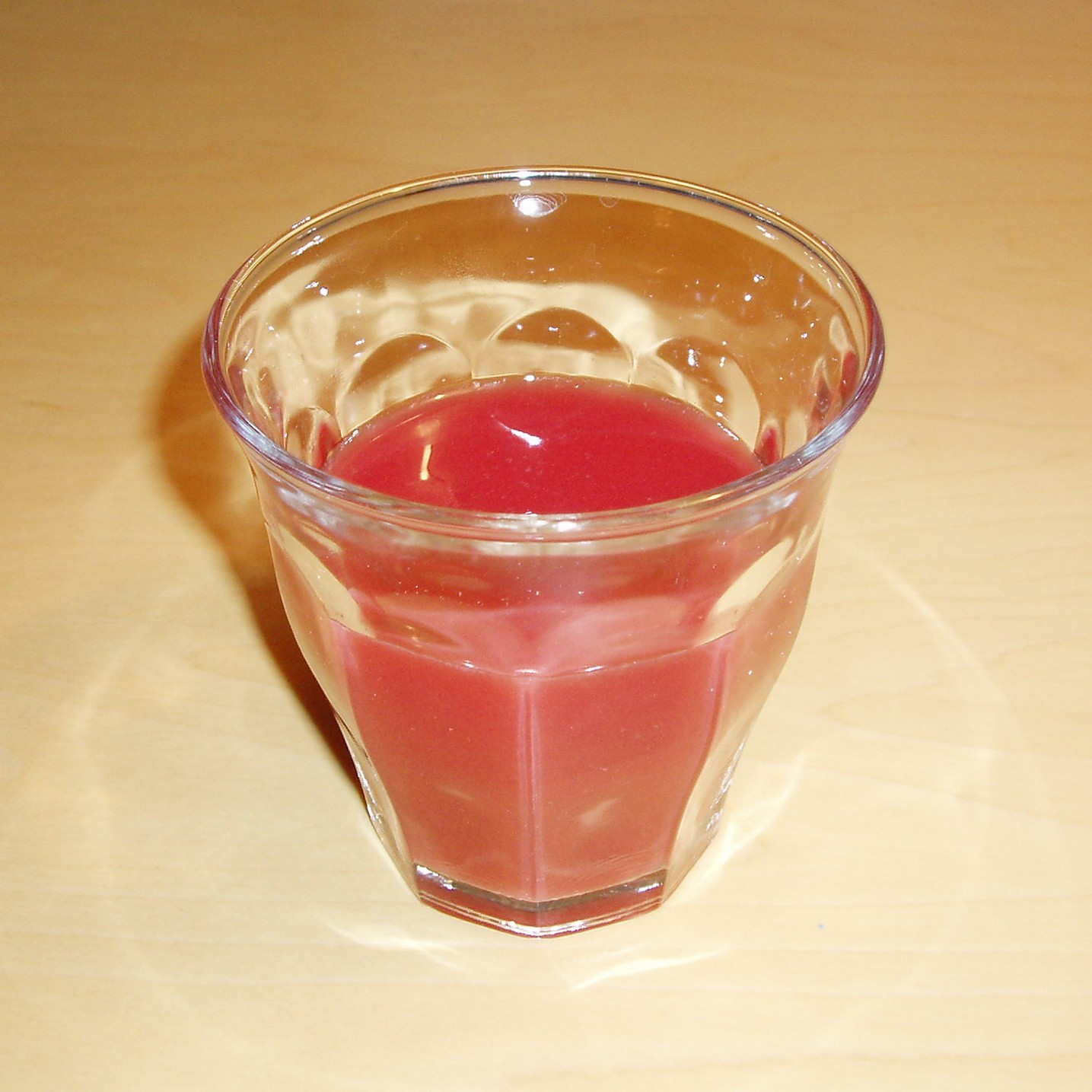
Un got de suc de taronja sanguina

El suc de taronja comú es fa a partir de taronja dolça. Els diferents tipus tenen diferents propietats i els productors les poden mesclar per tal d'aconseguir un sabor en particular. El suc de taronja té un color que sol variar entre diferents tons de taronja i groc, tot i que algunes varietats de taronja sanguines o roges tenen color vermellós o fins i tot rosat. Això és degut a la diferent pigmentació d'aquestes taronges.
La taronja sanguina és una mutació de la taronja dolça. La mandarina i les varietats de clementina i tangerina s'utilitzen sovint per fer brillar els sucs de taronja.
En el mercat hi ha disponibles diferents sucs de taronja ecològics.